# Baritius acuminata
Baritius acuminata là một loài bướm đêm thuộc phân họ Arctiinae, họ Erebidae.